# Vads kyrka
Vads kyrka är en kyrkobyggnad som sedan 2002 tillhör Götlunda församling (tidigare Vads församling) i Skara stift. Den ligger i tätorten Tidan i Skövde kommun.

## Kyrkobyggnaden
Kyrkan är ursprungligen uppförd på 1100- eller 1200-talet, och finns först omnämnd 1302, då kung Birger Magnusson undertecknade ett brev vid Vads kyrka. År 1724 revs det gamla koret och ersattes med ett längre och bredare, varför kyrkan utvidgades åt öster. År 1782 beslutade man att ta upp ett fönster på nordsidan och förstora fönstret på västra gaveln, och 1813 togs nya, större fönster upp. Dessa fönster fick 1815 målade "gardiner".

### Restaurering på 2000-talet
På 2000-talet restaurerades kyrkan för omkring fyra miljoner kronor, då den var i dåligt skick. Sakristians väggar hade fått stora sprickor efter en mycket torr sommar, och det visade sig vid restaureringen att muren till sakristian var i så dåligt skick att den kunde spolas bort. Man rev således allt utom taket, göt en ny grund och återuppbyggde väggarna. Sakristian förlängdes i samband med detta en halvmeter.
Vid restaureringen målades vidare hela kyrkan utom taket om. Väggarna gjordes ljusare och de förut gröna bänkarna blålaserades med röda lister, samma färg som sedan tidigare predikstolen och altaruppsatsen haft. Också partierna mellan bänkdörrarna fick en ny färg som bättre matchade dörrarna, och altarrundelns gröna tyg byttes ut mot naturfärgat skinn. Utvändigt lagades och vitkalkades putsen. Vid restaureringen förbättrades även belysningen, och bergvärme installerades.
Kyrkan återinvigdes den 30 maj 2010 av biskop Erik Aurelius.

## Klockstapel
Kyrkans klockstapel är mycket gammal och har en så kallad "björnstege" bestående av en kraftig stock från stapelgolvet upp till klockorna, med urtag för fotsteg på framsidan och skåror att hålla händerna i på baksidan. I stapeln finns två klockor; den stora är omgjuten i Örebro 1805 och den lilla är gjuten i Skara 1748.

## Inventarier
Vid ombyggnaden 1724 tillkom den nuvarande altartavlan, som avbildar den uppståndne Kristus med korset i handen. På den vänstra sidan av altartavlan syns Mose med tio Guds bud; på den högra finns en annan bild, men vem den föreställer är inte känt. Den med träskulpturer av evangelisterna försedda predikstolen är också från 1700-talet.
Kyrkorgeln är från 1951 och har elva stämmor. Före 1951 hade kyrkan ingen orgel.

## Bilder

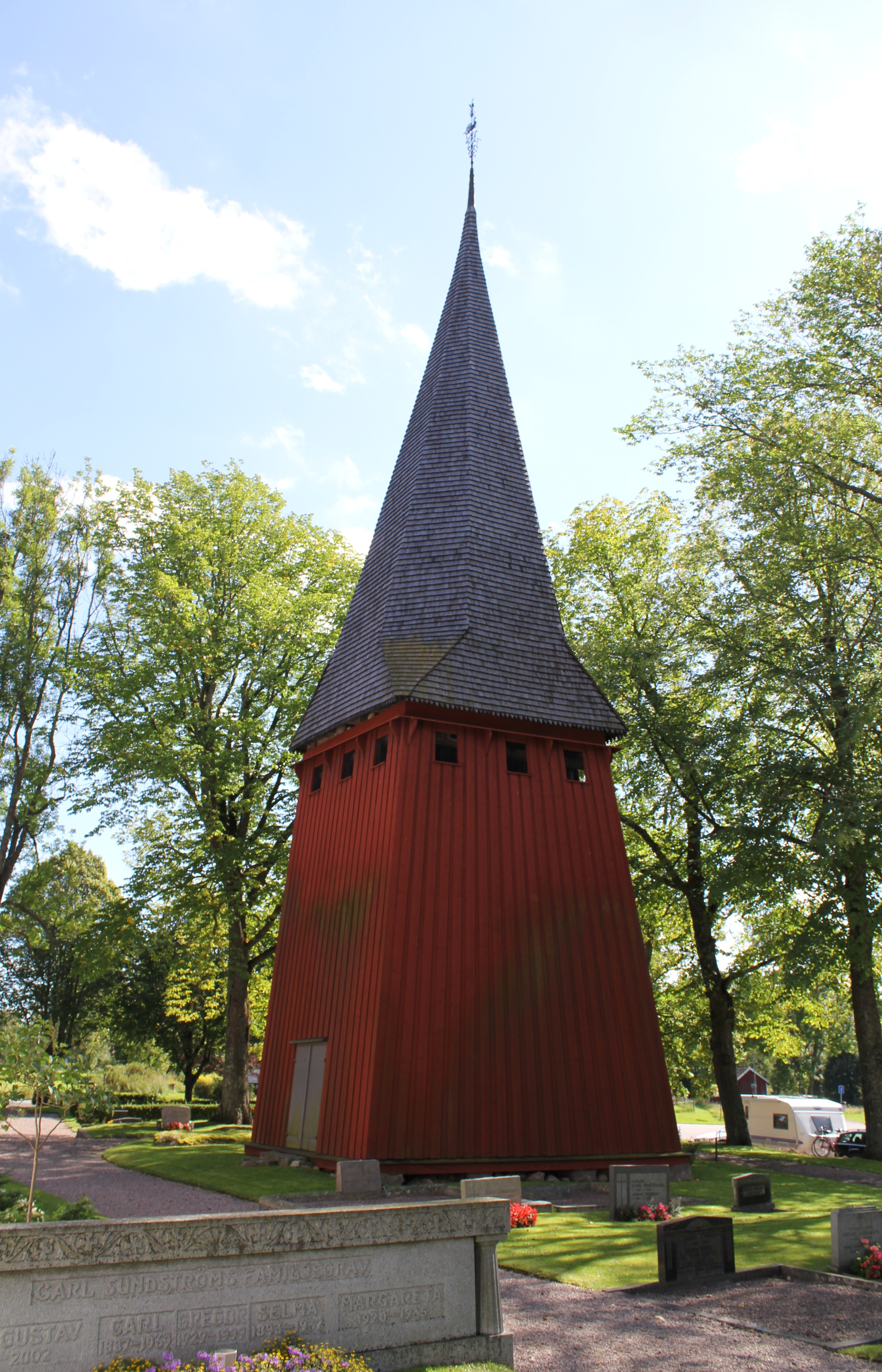
Klockstapeln
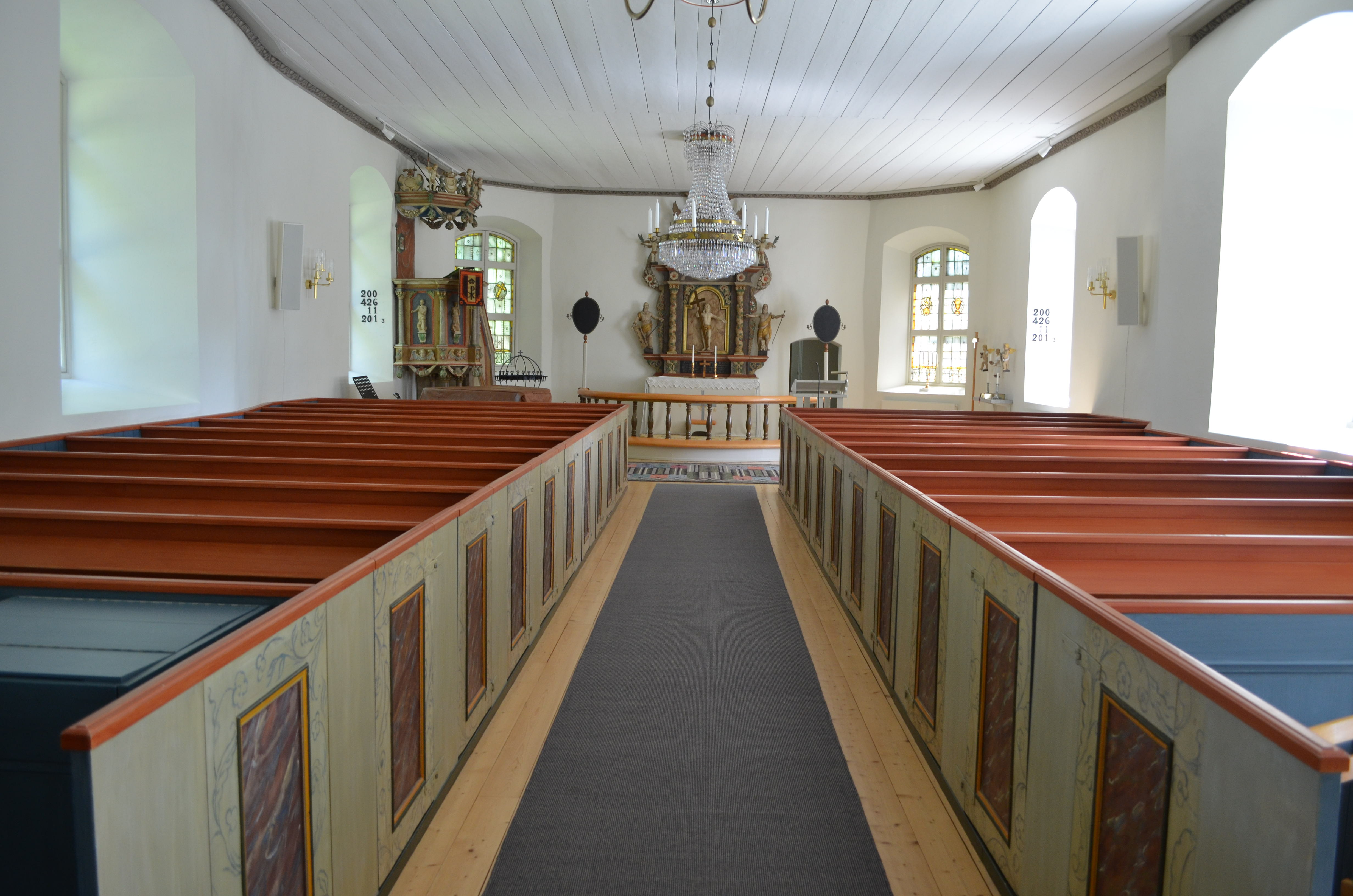
Kyrkorummet
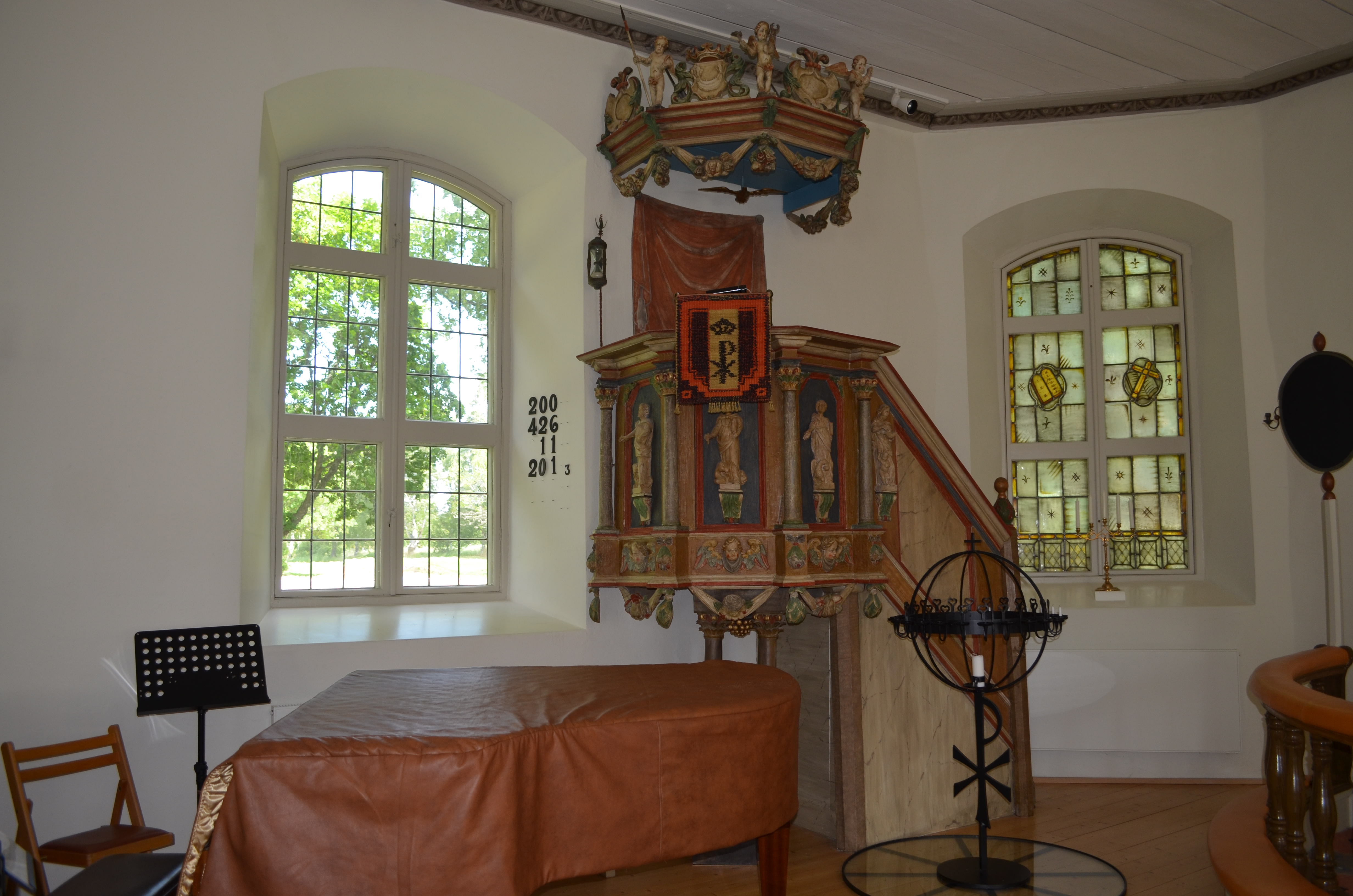
Predikstolen
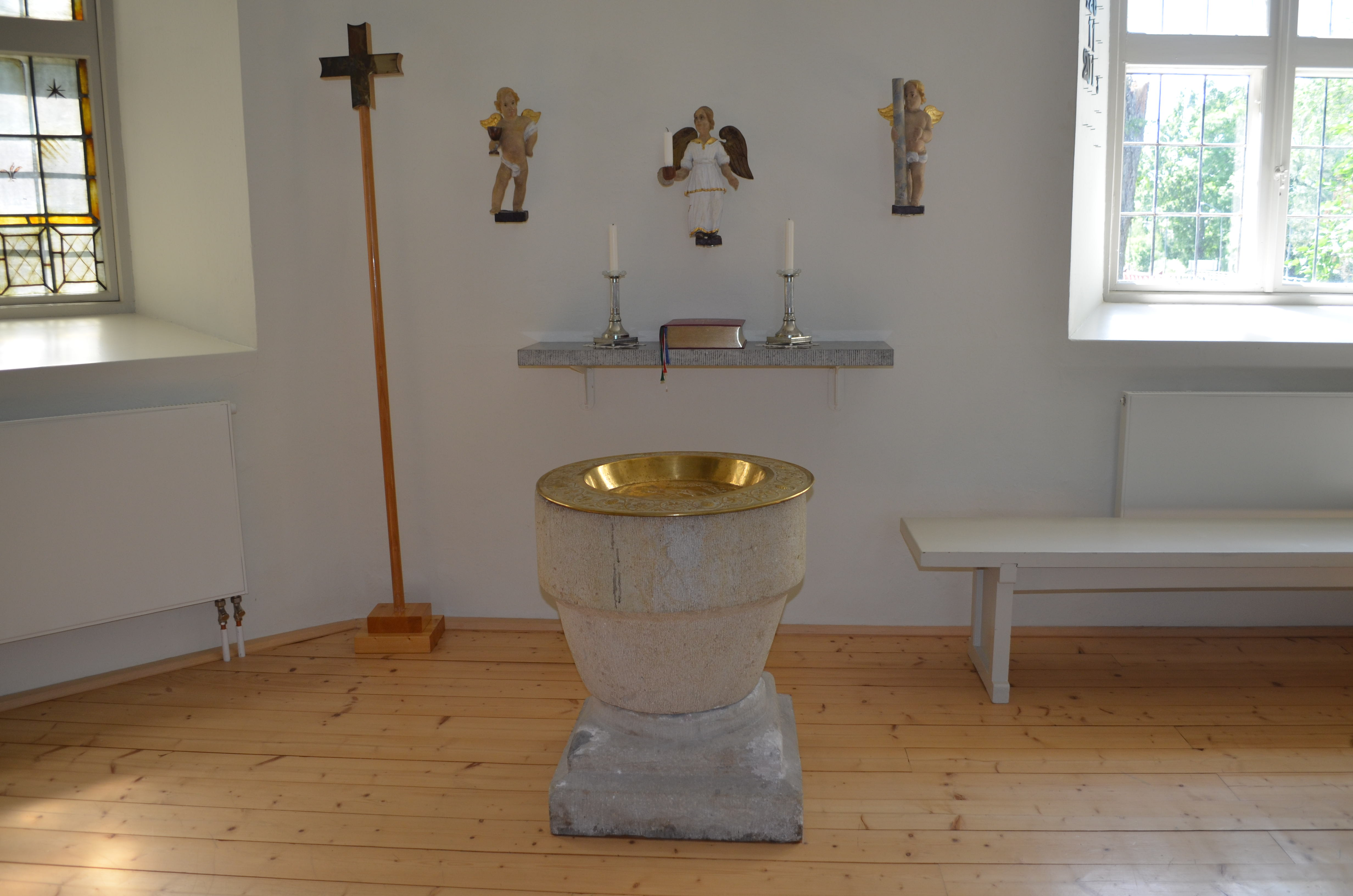
Dopfunten
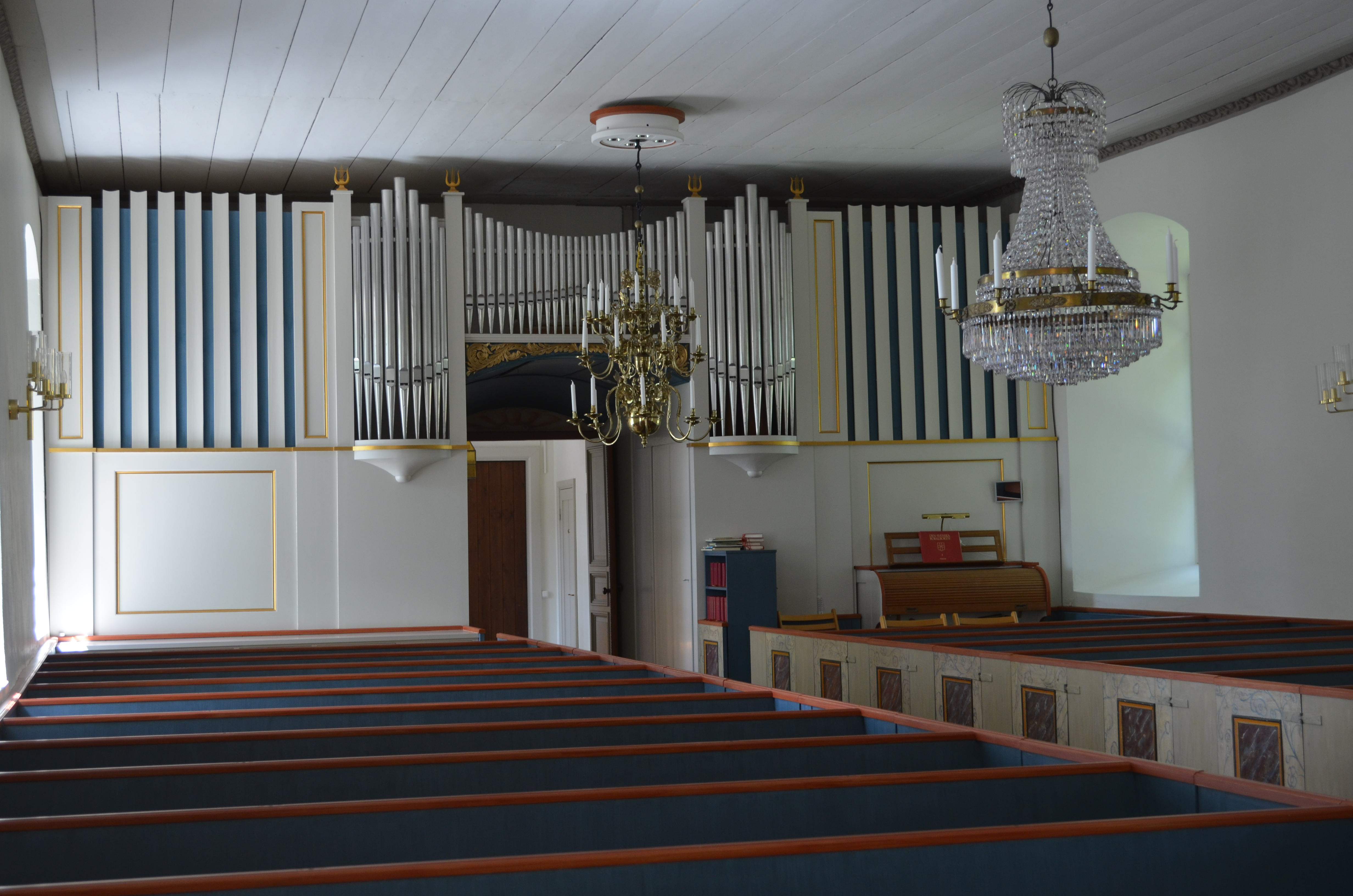
Orgelläktaren